# Олимпийский комитет Нигерии
Олимпийский комитет Нигерии (англ. Nigeria Olympic Committee) — организация, представляющая Нигерию в международном олимпийском движении. Основан и зарегистрирован в МОК в 1951 году.
Штаб-квартира расположена в Лагосе. Является членом Международного олимпийского комитета, Ассоциации национальных олимпийских комитетов Африки и других международных спортивных организаций. Осуществляет деятельность по развитию спорта в Нигерии.